# الصیدنة فی الطب
الصیدنة فی الطب کتابی از ابوریحان بیرونی است.

## تصحیح
تصحیح این کتاب در سال ۱۳۷۰ منتشر و در مراسم کتاب سال جمهوری اسلامی ایران به‌عنوان کتاب برگزیده معرفی شد.